# オーバーシード
オーバーシード（Overseed）は、スポーツ施設（特に野球場、球技場=陸上競技場のフィールド部分、競馬場等）で採用される天然芝の生育システムの一つで、冬場に枯れる夏芝に、冬季でも生長する冬芝の種子を蒔き、一年中緑の芝生を維持する管理方法のこと。

## 概要
日本では主に1980年代中期まで温暖気候型の「野芝」や「高麗芝」と呼ばれる芝生が主として使用されたが、冬季は葉が枯れて黄色みのかかった状態となってしまう。そこで1年を通して常に緑色の芝生を保てるようにするため、ヨーロッパで主として使用されている寒冷気候型の「ペレニアル・ライグラス」「イタリアン・ライグラス」「トールフェスク」「ケンタッキー・ブルーグラス（英語: Poa pratensis）」等といった芝生の種子を撒布して、季節ごとに応じてメインとなる芝生の種類・バランスを調整して生育を行う。
一般的には気候の温暖な夏場は野芝と高麗芝、逆に寒冷気候である冬場は西洋芝を使用し、気温や日照時間、芝生の状態を見ながら適宜撒布や除去などの管理を実施し、芝生の維持管理を行う。一年草である冬芝の地下茎（ランナー）が急速に生育することで緻密な芝生を形成して雑草の侵入を防ぎ、夏芝の根を守るという効果もある。
元々は日本中央競馬会（JRA）が、亜寒帯に位置しているため冬季に温帯気候型の芝が枯死してしまう可能性があり、芝コースを設置出来なかった札幌競馬場への芝コース設置を可能とする為に（1988年までの札幌競馬場はJRAで唯一のダートコースのみの競馬場であった）ペレニアル・ライグラス等の洋芝を用いることを開発したことに端を発し、この技術を応用した「芝コースの通年緑化」を目的として使用され始めたもので、1990年代初頭からJRAの全国の競馬場に導入された。これによって更に競馬界のみならず、他スポーツ競技を始めとして各方面からも注目を集め、全国のサッカースタジアムや陸上競技場、野球場、ゴルフ場等にも導入される例が相次いだ。日本プロサッカーリーグ（Jリーグ）では、スタジアム内のピッチ（グラウンド）が「常緑であること」を必須条件としており、多くのサッカースタジアムでオーバーシードが行われている。
近年では公園や庭園の芝生などでもオーバーシードと同様の育成手法が用いられている場所がある。また、海外のサッカー場などでもこれと似通った技術の導入が噂されている所が存在している。